# Rhyacophila excavata
Rhyacophila excavata är en nattsländeart som beskrevs av Martynov 1909. Rhyacophila excavata ingår i släktet Rhyacophila och familjen rovnattsländor. Inga underarter finns listade i Catalogue of Life.